# Araneus drygalskii
Araneus drygalskii är en spindelart som först beskrevs av Embrik Strand 1909.  Araneus drygalskii ingår i släktet Araneus och familjen hjulspindlar. Inga underarter finns listade i Catalogue of Life.